# Nalayh
Nalayh är en ort i Mongoliet. Den ligger i provinsen Ulan Bator, i den centrala delen av landet, 30 km sydost om huvudstaden Ulan Bator. Nalayh ligger 1 434 meter över havet och antalet invånare är 28 152.
Terrängen runt Nalayh är platt åt sydost, men åt nordväst är den kuperad. Runt Nalayh är det ganska tätbefolkat, med 230 invånare per kvadratkilometer. Trakten runt Nalayh består i huvudsak av gräsmarker.